# L'Esquerra (Polònia)
L'esquerra (polonès: Lewica) és una coalició política d'esquerres de Polònia. Inicialment fundada per participar en les eleccions parlamentàries del 2019, l'aliança actualment està formada per Nova Esquerra i Esquerra Junts.
També va consistir originalment en l'Aliança d'Esquerra Democràtica i Primavera fins a la seva fusió per crear la Nova Esquerra, inclòs el Partit Socialista Polonès que va abandonar la coalició el 2021. També compta amb el suport de diversos partits d'esquerres menors, com ara El teu moviment, Sí per Łódź, Moviment urbà i el Partit Comunista Polonès.

## Base de votants
Com que Lewica es va formar com a unificació de l'esquerra polonesa, ha intentat diversificar la seva plataforma i atraure un ventall més ampli de votants, en lloc de confiar sobretot en els vots d'antics funcionaris i funcionaris durant el període de la RPP, que havia estat i continua éssent una de les majors fonts de vot de l'Aliança d'Esquerra Democràtica. Aquest intent, però, va tenir un èxit limitat pel fet que la plataforma pro-LGBT de la coalició no va atreure la classe treballadora i els polonesos d'esquerres pel que fa a l'economia, que tendeixen a afavorir una política socialment més conservadora . Al mateix temps, la població urbana més liberal, que podria ser favorable a les polítiques socialment progressistes proposades pel partit, va trobar poc atractiva la plataforma d'intervencionisme econòmic del partit.
Malgrat això, alguns sociòlegs van teoritzar que la unificació dels partits podria conduir a una mobilització global dels votants d'esquerres, que ara podien sentir que el seu vot a la coalició no es desaprofitaria. Això es va confirmar quan Lewica va aconseguir escollir 49 membres al Sejm i 2 membres al Senat de Polònia a les eleccions parlamentàries poloneses de 2019, convertint així la coalició en la tercera força política de Polònia i acabant amb la absència de quatre anys de l'esquerra al parlament.
A més, la plataforma del partit, que es diferencia molt de les plataformes dels altres grans partits polítics polonesos, ha aconseguit trobar un cert suport entre els votants desil·lusionats més joves i laics, que no s'identifiquen amb cap força política ni tan sols amb l'esquerra, però en canvi, desitjen "quelcom nou".
Al mateix temps, el partit també va rebre un impuls considerable de suport entre els votants més grans després que el partit governant PiS aprovés una "llei de degradació". Aquesta llei retallava les pensions de jubilació i les prestacions per invalidesa a milers d'antics buròcrates del període de la República Popular de Polònia, els quals veien en risc els seus ingressos principals per la nova política governamental. Això va conduir a una expansió i consolidació del que, d'altra manera, era un bloc en reducció.

## Composició

### Membres actuals
| Partit | Partit                    | Ideologia             | Posició        | Líder                 | Diputats | Senadors |
| ------ | ------------------------- | --------------------- | -------------- | --------------------- | -------- | -------- |
|        | Nova Esquerra             | Socialdemocràcia      | Centreesquerra | Włodzimierz Czarzasty | 18 / 460 | 4 / 100  |
|        | Partit Socialista Polonès | Socialisme democràtic | Esquerra       | Wojciech Konieczny    | 0 / 460  | 1 / 100  |
|        | Unió del Treball          | Socialdemocràcia      | Centreesquerra | Waldemar Witkowski    | 0 / 460  | 1 / 100  |
|        | Candidats independents    | -                     | -              | -                     | 3 / 460  | 2 / 100  |

### Antics membres
| Partit | Partit       | Ideologia             | Posició  | Líder                             | Diputats | Senadors |
| ------ | ------------ | --------------------- | -------- | --------------------------------- | -------- | -------- |
|        | Partit Junts | Socialisme democràtic | Esquerra | Magdalena Biejat, Adrian Zandberg | 5 / 460  | 0 / 100  |

## Resultats electorals

### Sejm
| Any  | Lider                 | Vots      | %          | Escons   | +/– | Govern   |
| ---- | --------------------- | --------- | ---------- | -------- | --- | -------- |
| 2019 | Włodzimierz Czarzasty | 2,319,946 | 12.56 (#3) | 49 / 460 | Nou | Oposició |
| 2023 | Włodzimierz Czarzasty | 1,859,018 | 8.61 (#4)  | 26 / 460 | 23  | Coalició |

### Senat
| Any  | Lider                 | Vots      | %         | Escons  | +/- |
| ---- | --------------------- | --------- | --------- | ------- | --- |
| 2019 | Włodzimierz Czarzasty | 415,745   | 2.28 (#4) | 2 / 100 | Nou |
| 2023 | Włodzimierz Czarzasty | 1,122,512 | 5.33 (#5) | 9 / 100 | 7   |

### Presidencials
| Any  | Candidat         | 1a volta | 1a volta   | 1a volta | 2a volta | 2a volta |
| Any  | Candidat         | Vots     | %          | Pos.     | Vots     | %        |
| ---- | ---------------- | -------- | ---------- | -------- | -------- | -------- |
| 2020 | Robert Biedroń   | 432,129  | 2,22 / 100 | 6a       |          |          |
| 2025 | Magdalena Biejat | 829,361  | 4,23 / 100 | 7a       |          |          |

### Parlament Europeu
| Any  | Líder          | Vots         | %    | Escons | +/− | Ref    |
| ---- | -------------- | ------------ | ---- | ------ | --- | ------ |
| 2024 | Robert Biedroń | 741,071 (#5) | 6.30 | 3 / 53 | 5   | [ 14 ] |